# Clitellaria chikuni
Clitellaria chikuni är en tvåvingeart som beskrevs av Yang och Akira Nagatomi 1992. Clitellaria chikuni ingår i släktet Clitellaria och familjen vapenflugor. Inga underarter finns listade i Catalogue of Life.